# 冨士神社 (葛飾区)
冨士神社（ふじじんじゃ）は、東京都葛飾区の神社。

## 歴史

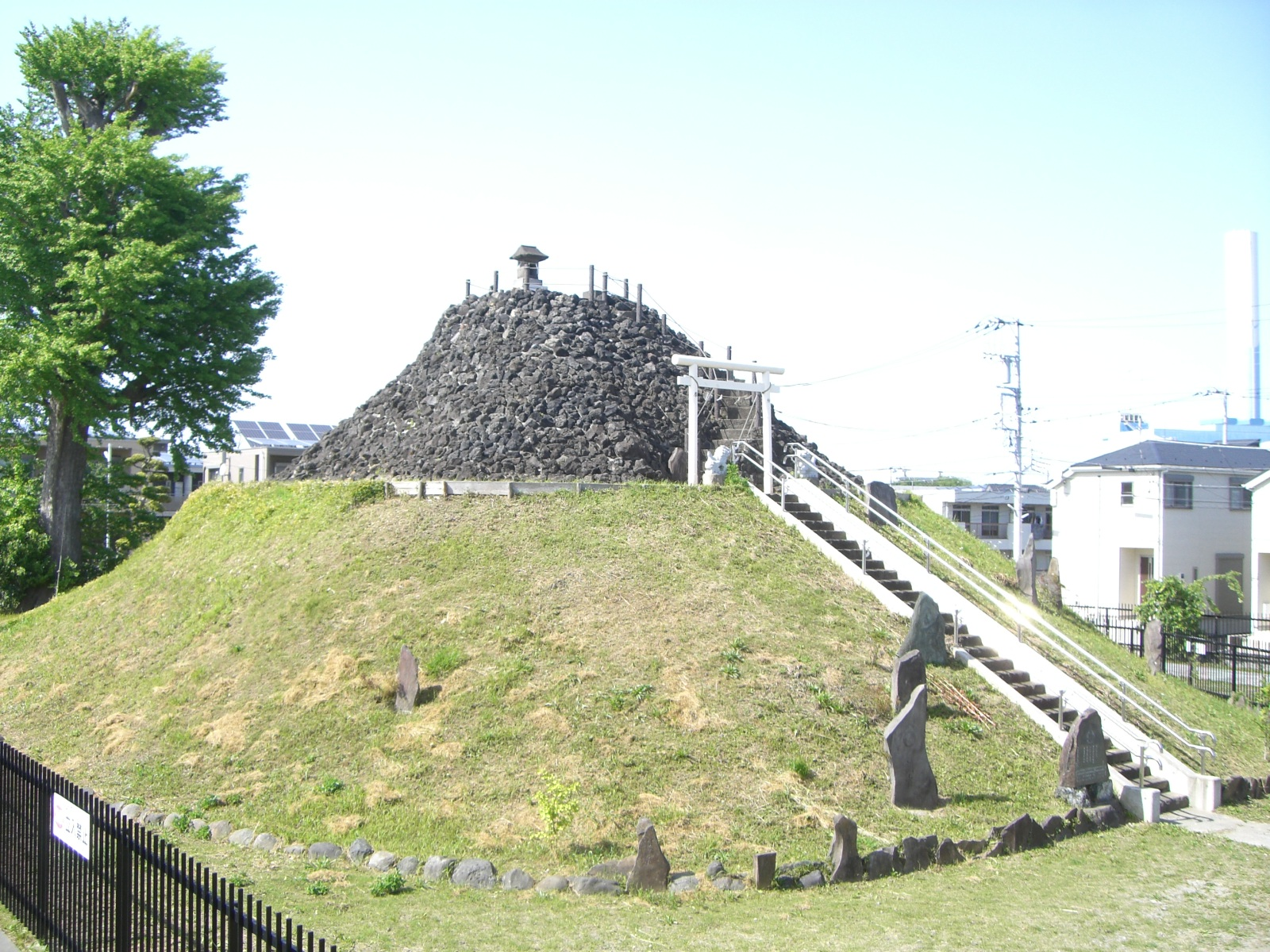
飯塚の富士塚

1332年（正慶元年）に創建された。飯塚村の鎮守であり、安福寺が別当寺であった。
当社には「飯塚の富士塚」と呼ばれる富士塚があり、葛飾区の史跡に指定されている。富士講も現存しており無形民俗文化財となっている。2010年代（平成後期）に整備工事が行われ、社殿や富士塚は一新されている。

## 交通アクセス
- 金町駅より徒歩26分。